# 1548年
| 千纪： | 2千纪 |
| 世纪： | 15世纪 \| 16世纪 \| 17世纪                                                                                 |
| 年代： | 1510年代 \| 1520年代 \| 1530年代 \| 1540年代 \| 1550年代 \| 1560年代 \| 1570年代                           |
| 年份： | 1543年 \| 1544年 \| 1545年 \| 1546年 \| 1547年 \| 1548年 \| 1549年 \| 1550年 \| 1551年 \| 1552年 \| 1553年 |
| 纪年： | 戊申年（猴年）；明嘉靖二十七年（2月10日始）；越南莫朝永定二年，景曆初年，后黎朝元和十六年；日本天文十七年  |

## 大事记
- 2月26日——奧斯曼帝國艦隊司令皮瑞雷斯自葡萄牙帝國手中奪取亞丁。
- 3月23日——日本的上田原之戰，武田晴信擔任武田家家督以來的首次失利。
- 3月——日本国内田村隆顯派使者到京都請足利義輝出面調停天文之亂。
- 5月15日——神聖羅馬帝國查理五世逼迫施馬爾卡爾登聯盟接受了《奧格斯堡臨時敕令》中的條款。
- 7月——日本的鹽尻峠之戰，武田晴信戰勝小笠原長時。
- 9月——日本国内在足利義輝調停下，伊達稙宗與伊達晴宗和解，伊達晴宗遷到米澤城，正式成為伊達家第十五代家督，天文之亂結束。
- 因上杉定實的介入和仲介，長尾晴景把家督之位讓予其弟長尾景虎並隱居。
- 俺答屡犯北边，间接导致明世宗罢仪收复河套，曾铣、夏言相继问斩，严嵩此后任内阁首辅十四年有余。
- 日本国内長尾景虎起兵奪取家督之位。
- 朱紈攻擊倭寇。
- 緬甸東吁王朝德彬瑞梯擊敗暹羅阿育陀耶王朝，至首都阿育陀耶圍城不克而返，又稱第一次阿育陀耶包圍戰。

## 出生
- 高橋紹運，日本戰國時代的武將，豊後的戰國大名大友氏的家臣。
- 本多忠勝，日本戰國時代的武將，三河的戰國大名德川氏的家臣。
- 榊原康政，日本戰國時代的武將，三河的戰國大名德川氏的家臣。

## 逝世
- 3月23日——板垣信方、甘利虎泰，日本战国时代武将。
- 4月25日（嘉靖二十七年三月癸巳）——曾铣，戍北名臣。
- 11月1日（嘉靖二十七年十月癸卯）——夏言，四任内阁首辅。
- 蠣崎基廣，蝦夷國的争夺大名位者。